# Bifrenaria steyermarkii
Bifrenaria steyermarkii (Foldats) Garay & Dunst. (1976), es una especie de orquídea epífita originaria de Guyana, Venezuela y Brasil.

## Características
Es una especie herbácea de pequeño tamaño, que prefiere clima cálido a fresco, es epífita con pseudobulbo ovoide, tetragonal que se convierte en rugoso con la edad y tiene una sola hoja apical, coriácea. Florece  sobre una inflorescencia basal, erecta con muchas flores vistosas y fragantes. La floración se produce en la primavera.

## Distribución y hábitat
Se encuentra en el sureste de Venezuela, Guyana y Roraima en Brasil, donde habita en los bosques secos o húmedos y abiertos, cerca del suelo.

## Taxonomía
Es completamente diferente de todas las demás especies del género Bifrenaria. Presenta una inflorescencia larga y con muchas flores espaciadas y estrechas, colgando hacia abajo.   Originalmente fue descrita como Xylobium.
Bifrenaria steyermarkii fue descrito por (Foldats) Garay & Dunst. y publicado en Venez. Orchids Ill. 6: 56 1976.
Etimología
Bifrenaria: nombre genérico que deriva de las palabras griegas: bi (dos); frenum freno o tira. Aludiendo a los dos tallos parecidos a tiras, estipes que unen los polinios y el viscídium. Esta característica las distingue del género Maxillaria.

steyermarkii: epíteto otorgado en honor del botánico Julian Alfred Steyermark.
Sinonimia
- Xylobium steyermarkii Foldats 1970 [1][5][6]